# Ocellularia nureliya
Ocellularia nureliya är en lavart som först beskrevs av Hale, och fick sitt nu gällande namn av Patw., Sethy & Nagarkar 1986. Ocellularia nureliya ingår i släktet Ocellularia och familjen Thelotremataceae.   Inga underarter finns listade i Catalogue of Life.